# 과학계량학
과학계량학(Scientometrics)은 정보처리 관점에서 과학을 정량적으로 측정, 분석하는 학문이다.

## 역사
과학 문헌의 수가 많아지고 그 전문 분야가 깊어지면서 방대한 양의 데이터가 형성되었고, 이러한 서지 정보를 평가적으로 분석하면서 객관화시키려는 시도가 이루어지고 있다.
출판물에 대한 통계적 분석은 18세기에 최초로 시작되었지만, 과학계량학은 1960년대 이후로 발전하였으며 현재는 학술 정보를 제공하는 데이터베이스의 다양화, 분석 지표의 개발 등의 목표를 가지고 발전하고 있다.

## 같이 보기
- 임팩트 팩터
- h 지수(h-index)
- 펍메드
- 구글 학술 검색
- NLP